# Circuit Switched Data
Pour les articles homonymes, voir CSD.
 (février 2024).
Si vous disposez d'ouvrages ou d'articles de référence ou si vous connaissez des sites web de qualité traitant du thème abordé ici, merci de compléter l'article en donnant les références utiles à sa vérifiabilité et en les liant à la section « Notes et références ».
Le Circuit Switched Data (CSD) est la méthode originale de transfert de données développée [Quand ?] pour les systèmes de téléphone mobiles basés sur la technologie TDMA (Accès multiple à répartition dans le temps) comme le GSM. 
Il a un fonctionnement similaire à celui d'un appel vocal où une bande de fréquence radio est allouée ; il est utilisé pour les SMS et était utilisé pour le protocole WAP. Le débit constant est de 9,6 kbit/s en GSM.
Ce protocole a ensuite évolué vers le HSCSD dans les réseaux EDGE et UMTS. 